# John H. Oakley
John Howard Oakley (* 1949) ist ein US-amerikanischer Klassischer Archäologe.

## Leben
John H. Oakley studierte an der Rutgers University und schloss dort sein Studium zunächst mit dem Bachelor in Alter Geschichte mit Auszeichnung ab, 1976 machte er dort seinen Master in Altertumswissenschaften. Anschließend wirkte er bis 1979 an der American School of Classical Studies at Athens und als Mitarbeiter an der Rutgers University. Im Januar 1980 wurde er an der Rutgers University in Klassischer Archäologie promoviert. Seit 1980 lehrt Oakley am College of William & Mary. Zunächst war er bis 1986 Assistant Professor, danach bis 1993 Associate Professor. Von 1993 bis zu seinem Ruhestand 2019 war er ordentlicher Professor. Gastprofessuren führten ihn 1986, 1997/98 sowie 2005 bis 2008 an die American School of Classical Studies at Athens, 1997 an die University of Canterbury, 2000/01 an die Princeton University und 2003 an die Universität Freiburg.
Oakleys Spezialgebiet ist die griechische Vasenmalerei. Von besonderer Bedeutung sind seine Forschungen zur Achilleus- und Phiale-Maler-Werkstatt. Oakley gehört seit 1985 zum Herausgebergremium des Corpus Vasorum Antiquorum USA, schrieb für das Perseus Project und koordinierte die Arbeiten zu den rotfigurigen Vasenmalern bei der Erstellung des Neuen Pauly. Er wirkte bei der Planung und Erstellung mehrerer Ausstellungen mit, darunter „Pandora. Frauen im klassischen Griechenland“ (Baltimore, Dallas, Basel 1990 bis 1995) und „Coming of Age in Ancient Greece“ (Hanover, New York, Cincinnati 2003). Ferner war er für die drei Tagungen zur griechischen Vasenmalerei „Athenian Potters and Painters“ (Athen 1994, Athen 2007, Williamsburg 2012) verantwortlich.

## Schriften (Auswahl)
- The Phiale Painter. von Zabern, Mainz 1990 (= Forschungen zur antiken Keramik, Reihe 2: Kerameus Bd. 8). ISBN 3-8053-1088-9 (= Dissertation).
- Corpus Vasorum Antiquorum. USA: Fasc. 28: The Walters Art Gallery, Baltimore. Fasc. 1. Attic red-figure and white ground vases. Walters Art Gallery, Baltimore 1992, ISBN 3-8053-1315-2.
- The Achilles Painter. von Zabern, Mainz 1997, ISBN 3-8053-1889-8.
- Picturing Death in Classical Athens. The Evidence of the White Lekythoi. Cambridge University Press, Cambridge 2004, ISBN 0-521-82016-2 Rezension
- The Greek Vase. Art of the Storytelling. J. Paul Getty Museum, Los Angeles 2013, ISBN 978-1-60606-147-3 / British Museum Press, London 2013, ISBN 978-0-7141-2277-9.